# Tramway du Grand Boulevard
Pour les articles homonymes, voir Tramway de Lille Roubaix Tourcoing.
Le tramway de Lille (Grand Boulevard) est un ensemble de deux lignes de tramway à voie métrique qui relie les villes de Lille, Roubaix et Tourcoing.
Surnommé le « Mongy », du nom de son créateur Alfred Mongy, le tramway fut conçu avec le Grand Boulevard qu'il emprunte depuis sa mise en service le 11 décembre 1909. Le réseau de 17,5 km de long prend la forme d'un Y avec un tronc commun de Lille au Croisé-Laroche et deux branches se dirigeant vers Roubaix et Tourcoing. Il comportait initialement une troisième branche vers le centre-ville de Marcq-en-Barœul, ouverte en 1930 et fermée en 1972. Le Mongy est l'un des seuls tramways à avoir échappé à la vague de suppression de réseaux qu'a connue la France des années 1930 aux années 1960.
Depuis 1983, le tramway circule en souterrain dans le centre de Lille et aboutit à la Gare Lille-Flandres où il donne correspondance au métro de Lille. Il a subi une importante rénovation en 1994 avec le renouvellement du matériel roulant, la modification du tracé et la mise en souterrain de certaines stations.
Le tramway du Grand Boulevard devrait être intégré à l'horizon 2030 à un réseau de tramway moderne, le tramway de Lille Métropole .

## Histoire

### Chronologie
- 4 décembre 1909 : Inauguration du Grand Boulevard.
- 11 décembre 1909 : Mise en service des lignes 1 (Lille Boulevard Carnot - Roubaix Place de la Liberté) et 1 bis (Lille Boulevard Carnot - Tourcoing Grand-Place).
- 1912 : Établissement d'un terminus en boucle place du Théâtre à Lille par le boulevard Carnot, la place du Théâtre, la rue Léon Trulin et la rue des Bons Enfants.
- 1926 : Modification du terminus de la place du Théâtre, retour par les rues Léon Trulin et des Arts et établissement d'un terminus en boucle autour de l'église Saint-Christophe à Tourcoing.
- 27 octobre 1930 : Mise en service de la ligne 7 (Lille Place du Théâtre - Marcq Place).
- 1940 : Terminus de la ligne 7 déplacé de la place à la mairie de Marcq.
- 1954 : Établissement d'un terminus en boucle à Roubaix par la place de la Liberté, la Grande Rue, la Grand-Place et la rue du Maréchal Foch, terminus de la ligne 1 reporté de la place de la Liberté à la Grand-Place de Roubaix.
- 1960 : Terminus de la ligne 7 reporté de la mairie à la place de Marcq.
- septembre 1972 : Suppression de la ligne 7, remplacée par un service partiel M (Lille Place du Théâtre - Marcq Croisé-Laroche).
- mars 1982 : Terminus de la ligne T déplacé de la Grand-Place de Tourcoing à la rue Carnot.
- 1983 : Terminus déplacé de la place du Théâtre à la gare de Lille en souterrain.
- 1990-1994 : Reconstruction de la ligne; nouveau terminus à la gare de Lille, l'ancien étant repris par la ligne 2 du métro; abandon de la boucle de la Grand-Place à Roubaix, terminus reporté à Eurotéléport; modification du tracé sur Tourcoing, terminus reporté à Tourcoing Victoire; suppression du service partiel M.
- 1997 : Prolongement de la ligne T de Tourcoing Victoire à Tourcoing Centre.

### La mise en service des lignes du Grand Boulevard
En janvier et février 1936, dans le cadre des mouvements qui allaient conduire au Front populaire, les agents des tramways et autobus de l'Électrique Lille-Roubaix-Tourcoing votent le 4 janvier la grève quasi à l'unanimité (dix voix contre). La grève dure jusqu'au 7 février, les huit cents employés obtiennent un accord sur les salaires, sur le paiement des heures supplémentaires et sur l'augmentation des jours de congés.

### La correspondance avec le métro
La construction de la première ligne de métro automatique VAL à Lille entre 1979 et 1983 est l'occasion d'apporter une modification au tracé du Mongy. Afin de permettre la correspondance avec le métro, le terminus de la place du Théâtre est abandonné. Dans le même temps, un nouveau tunnel est construit depuis l'arrêt Pasteur et aboutit à la station Gares où le tramway stationne entre les deux voies du métro. La nouvelle configuration est effective le 25 avril 1983 en même temps que l'ouverture de la ligne 1 du métro.
Cette situation est pensée dès l'origine comme provisoire. Il est en effet envisagé que la ligne 2 du métro aboutisse à la station Gares puis remplace le Mongy en empruntant le Grand Boulevard en direction de Roubaix. Un tramway serait néanmoins maintenu entre le Croisé-Laroche et Tourcoing. Dès 1986, le terminus du tramway est reculé de quelques dizaines de mètres pour permettre les travaux de la ligne 2.

### La reconstruction des années 1990
À la suite de l'inauguration de la ligne 1bis du métro de Lille en 1989 (future ligne 2), plusieurs discussions ont lieu à la CUDL à propos de l'extension de la ligne vers le nord-est de la métropole. Dans la station Gares, le tramway et la ligne 1bis terminent provisoirement face-à-face dans l'optique que le métro reprenne ultérieurement le tracé du Mongy. Le projet est toutefois contesté par le maire de Mons-en-Barœul, qui souhaite voir le métro passer dans sa ville après avoir été écarté du tracé de la ligne 1, ainsi que ceux de La Madeleine et Marcq-en-Barœul, qui ne veulent pas d'un viaduc sur le Grand Boulevard.
En 1989, Arthur Notebart, président de la communauté urbaine de Lille et porteur du projet d'extension du métro sur le Grand Boulevard, est remplacé par Pierre Mauroy. Celui-ci décide avec le nouveau conseil d'abandonner l'idée d'une suppression du Mongy, à la faveur d'un nouveau tracé pour la ligne 2 qui assure la complémentarité avec le tramway.
Le Mongy doit alors être complètement modernisé, en premier lieu pour éliminer du service les rames Düwag achetées d'occasion au cours des années 1980. L'écartement métrique est conservé mais le gabarit des nouvelles rames Breda est porté à 2,65 m de large. Deux stations, Clemenceau-Hippodrome et Saint-Maur, sont mises en souterrain afin d'éviter les carrefours. À Roubaix et Tourcoing, les anciens terminus sont déplacés pour se rapprocher du métro. À la Gare Lille-Flandres, le terminus au niveau -2 doit être abandonné pour laisser la place à l'extension de la ligne 2. Un nouveau tunnel est donc construit et aboutit dans un terminus au niveau -1 de la gare. Par la même occasion une nouvelle station est ajoutée à la Gare Lille-Europe pour assurer une correspondance avec le TGV.
En attendant l'achèvement des travaux, le terminus de Tourcoing était temporairement limité à la station Victoire. La courte section en voie unique jusqu'à la station Tourcoing Centre est mise en service en 1997.

### Perspectives à l'horizon 2035
Le 28 juin 2019, à l'issue d'une large concertation,, les élus de la Métropole européenne de Lille adoptent à l'unanimité le Schéma directeur des infrastructures de transport (SDIT) qui détermine les nouvelles infrastructures structurantes de transports en commun à l’horizon 2035 en s’appuyant sur les réseaux lourds déjà existants (métro, tramway et voies ferrées).
Parmi les cinq lignes de tramway inscrites dans ce schéma, la liaison « D » prévoit de relier Roubaix à Wattrelos en prolongeant la ligne de tramway R. La liaison « C » prévoit de relier Roubaix à Tourcoing en desservant notamment le terminus de la ligne T (Tourcoing Centre) et la gare SNCF de Tourcoing. Dans la délibération du Conseil métropolitain portant sur l'adoption du SDIT, la partie de cette liaison qui relie le terminus de la ligne T et la gare de Tourcoing est présentée comme le « prolongement du tramway T ».

## Exploitation et infrastructure

### Lignes

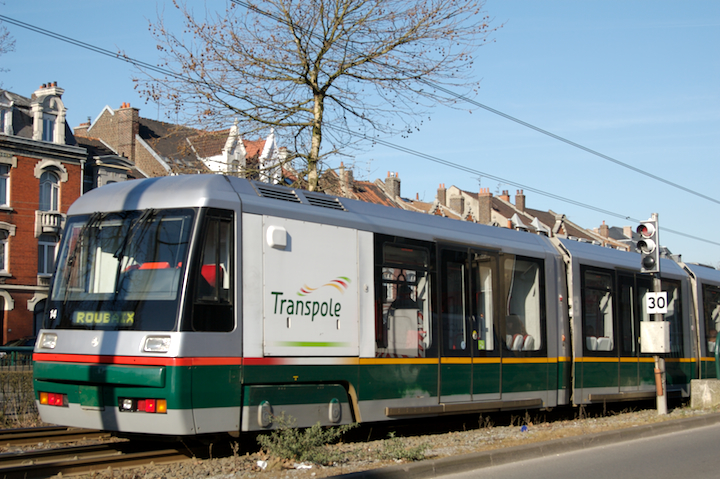
Tramway à Marcq-en-Barœul.

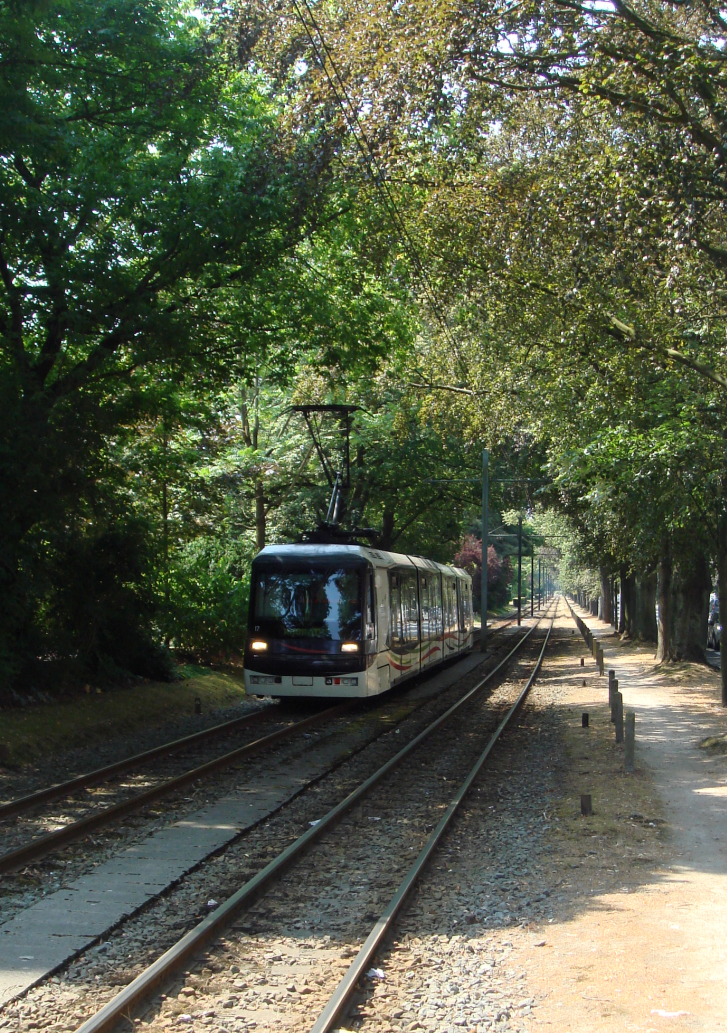
Tramway venant provenance de Lille, station Parc Barbieux, devant l'EDHEC.

| Ligne | Parcours                                 | Mise en service | Longueur en km | Nombre de stations | Matériel roulant | Voitures par rame |
| ----- | ---------------------------------------- | --------------- | -------------- | ------------------ | ---------------- | ----------------- |
| (R)   | Gare Lille-Flandres ↔ Eurotéléport       | 1909            | +011,5         | 23                 | Breda VLC        | 2                 |
| (T)   | Gare Lille-Flandres ↔ Tourcoing - Centre | 1909            | +013,1         | 22                 | Breda VLC        | 2                 |

#### Schéma
|  |   |   |   |   |  | Station                      | Lat./Long.                  | Communes desservies                                | Correspondances                        |
|  | - | - | - | - |  | ---------------------------- | --------------------------- | -------------------------------------------------- | -------------------------------------- |
|  |   | ■ | ■ |   |  | Gare Lille-Flandres          | 50° 38′ 14″ N, 3° 04′ 15″ E | Lille (Gare de Lille-Flandres)                     | TER Hauts-de-France TGV inOui et Ouigo |
|  |   | • | • |   |  | Gare Lille-Europe            | 50° 38′ 23″ N, 3° 04′ 26″ E | Lille (Gare de Lille-Europe)                       | TERGV TGV inOui Eurostar               |
|  |   | • | • |   |  | Romarin                      | 50° 38′ 43″ N, 3° 04′ 30″ E | La Madeleine                                       |                                        |
|  |   | • | • |   |  | Botanique                    | 50° 38′ 56″ N, 3° 04′ 44″ E | La Madeleine                                       |                                        |
|  |   | • | • |   |  | Saint-Maur                   | 50° 39′ 06″ N, 3° 04′ 55″ E | Marcq-en-Barœul                                    |                                        |
|  |   | • | • |   |  | Buisson                      | 50° 39′ 24″ N, 3° 05′ 19″ E | Marcq-en-Barœul, Lille (Saint-Maurice Pellevoisin) |                                        |
|  |   | • | • |   |  | Brossolette                  | 50° 39′ 37″ N, 3° 05′ 39″ E | Marcq-en-Barœul                                    |                                        |
|  |   | • | • |   |  | Clemenceau – Hippodrome      | 50° 39′ 43″ N, 3° 05′ 47″ E | Marcq-en-Barœul                                    |                                        |
|  |   | • | • |   |  | Croisé-Laroche               | 50° 39′ 53″ N, 3° 06′ 08″ E | Marcq-en-Barœul (Croisé-Laroche)                   |                                        |
|  | • |   |   |   |  | Acacias                      | 50° 39′ 54″ N, 3° 06′ 36″ E | Marcq-en-Barœul                                    |                                        |
|  | • |   |   |   |  | Pont de Wasquehal            | 50° 39′ 52″ N, 3° 07′ 03″ E | Wasquehal                                          |                                        |
|  | • |   |   |   |  | La Terrasse                  | 50° 39′ 50″ N, 3° 07′ 34″ E | Wasquehal                                          |                                        |
|  | • |   |   |   |  | Wasquehal – Pavé de Lille    | 50° 39′ 49″ N, 3° 07′ 49″ E | Wasquehal                                          | Logo du métro de Lille · (2)           |
|  | • |   |   |   |  | Le Sart                      | 50° 39′ 48″ N, 3° 08′ 20″ E | Villeneuve-d'Ascq                                  |                                        |
|  | • |   |   |   |  | Planche-Épinoy               | 50° 39′ 52″ N, 3° 08′ 45″ E | Villeneuve-d'Ascq                                  |                                        |
|  | • |   |   |   |  | La Marque                    | 50° 39′ 59″ N, 3° 08′ 58″ E | Croix                                              |                                        |
|  | • |   |   |   |  | Villa Cavrois                | 50° 40′ 08″ N, 3° 09′ 14″ E | Croix                                              |                                        |
|  | • |   |   |   |  | Bol d'air                    | 50° 40′ 21″ N, 3° 09′ 23″ E | Roubaix                                            |                                        |
|  | • |   |   |   |  | Parc Barbieux                | 50° 40′ 40″ N, 3° 09′ 43″ E | Roubaix                                            |                                        |
|  | • |   |   |   |  | Hôpital Victor-Provo         | 50° 40′ 52″ N, 3° 10′ 03″ E | Roubaix                                            |                                        |
|  | • |   |   |   |  | Jean-Moulin                  | 50° 41′ 06″ N, 3° 10′ 20″ E | Roubaix                                            |                                        |
|  | • |   |   |   |  | Alfred-Mongy                 | 50° 41′ 16″ N, 3° 10′ 31″ E | Roubaix                                            |                                        |
|  | ■ |   |   |   |  | Eurotéléport                 | 50° 41′ 28″ N, 3° 10′ 45″ E | Roubaix                                            | Logo du métro de Lille · (2)           |
|  |   |   |   | • |  | Foch                         | 50° 39′ 59″ N, 3° 06′ 13″ E | Marcq-en-Barœul                                    |                                        |
|  |   |   |   | • |  | Le Quesne                    | 50° 40′ 24″ N, 3° 06′ 24″ E | Marcq-en-Barœul                                    |                                        |
|  |   |   |   | • |  | Cerisaie – Centre d'Affaires | 50° 40′ 38″ N, 3° 06′ 41″ E | Marcq-en-Barœul                                    |                                        |
|  |   |   |   | • |  | Château Rouge                | 50° 40′ 47″ N, 3° 06′ 52″ E | Marcq-en-Barœul                                    |                                        |
|  |   |   |   | • |  | Cartelot                     | 50° 41′ 01″ N, 3° 07′ 10″ E | Wasquehal                                          |                                        |
|  |   |   |   | • |  | Grand Cottignies             | 50° 41′ 13″ N, 3° 07′ 26″ E | Wasquehal                                          |                                        |
|  |   |   |   | • |  | Triez                        | 50° 41′ 33″ N, 3° 07′ 52″ E | Marcq-en-Barœul                                    |                                        |
|  |   |   |   | • |  | Trois Suisses                | 50° 41′ 56″ N, 3° 08′ 19″ E | Mouvaux                                            |                                        |
|  |   |   |   | • |  | Faidherbe                    | 50° 42′ 13″ N, 3° 08′ 34″ E | Mouvaux                                            |                                        |
|  |   |   |   | • |  | Ma Campagne                  | 50° 42′ 35″ N, 3° 09′ 10″ E | Tourcoing                                          |                                        |
|  |   |   |   | • |  | Pont Hydraulique             | 50° 42′ 45″ N, 3° 09′ 22″ E | Tourcoing                                          |                                        |
|  |   |   |   | • |  | Victoire                     | 50° 43′ 04″ N, 3° 09′ 25″ E | Tourcoing                                          |                                        |
|  |   |   |   | ■ |  | Tourcoing – Centre           | 50° 43′ 14″ N, 3° 09′ 33″ E | Tourcoing                                          | (2)                                    |

### Fréquentation
En 2006, le tramway lillois a transporté huit millions de passagers, représentant 6 % des passagers utilisant les transports en commun dans l'agglomération lilloise. En 2010, ce chiffre est de 8,8 millions de passagers, en hausse de 0,2 million par rapport à 2009. En 2019, la fréquentation était de 10 millions de voyageurs.

### Les voies à Lille
À la mise en service des lignes Lille - Roubaix (1) et Lille - Tourcoing (1 bis) le 11 décembre 1909, le terminus est fixé au début du boulevard Carnot à Lille, depuis le Grand Boulevard, les deux lignes empruntent ce dernier jusqu'au terminus. En 1912, un terminus en boucle est créé sur la place du Théâtre par le boulevard Carnot, la place du Théâtre, la rue Léon-Trulin et la rue des Bons-Enfants, par ailleurs en 1926, le retour par la rue des Bons-Enfants est supprimé et reporté par la rue des Arts. Le terminus est aménagé avec un quai pour la descente sur la place même et des quais sur la rue Léon-Trulin pour les différentes lignes. En octobre 1961, le tracé est modifié entre Lille et La Madeleine avec la construction du périphérique routier, l'aménagement du boulevard à cet endroit est fortement modifié et le tracé en chaussée est remplacé par un tracé en site indépendant passant sous les autoponts du nouveau périphérique. En 1983, pour accompagner la mise en service de la première ligne du métro, le terminus de la place du Théâtre est supprimé et reporté au niveau -2 de la gare de Lille sur les deux voies centrales, les voies latérales étant utilisées pour la ligne 1 du métro. La ligne n'emprunte plus le boulevard Carnot mais rejoint la gare par un tracé en site indépendant depuis l'arrêt Pasteur, ce nouveau tracé comme par ailleurs le terminus souterrain de la gare doivent par ailleurs à terme selon les souhaits de la CUDL être réutilisés pour l'extension de la future ligne 1 bis du métro (future ligne 2) qui dans un premier temps s'arrêtera à la gare en cohabitation avec les voies du tramway. Entre 1985 et 1988, lors des travaux de la ligne 1 bis du métro entre Lomme et la gare, le terminus est modifié, une partie des deux voies centrales est récupérée pour être utilisée comme terminus pour la ligne 1 bis tandis qu'une autre continue de servir au terminus du tramway. Au cours des années 1990, lors de la reconstruction de la ligne et pour accompagner l'extension de la ligne 1 bis du métro vers la gare Lille Europe, le terminus du niveau -2 est supprimé et récupéré pour l'extension de la ligne 1 bis. Un nouveau terminus en tiroir est créé au niveau -1 doté de deux quais. Ce terminus constitue depuis 1994 le terminus des lignes R et T.

Plan des voies en 1909.
Plan des voies en 1912.
Plan des voies en 1926.
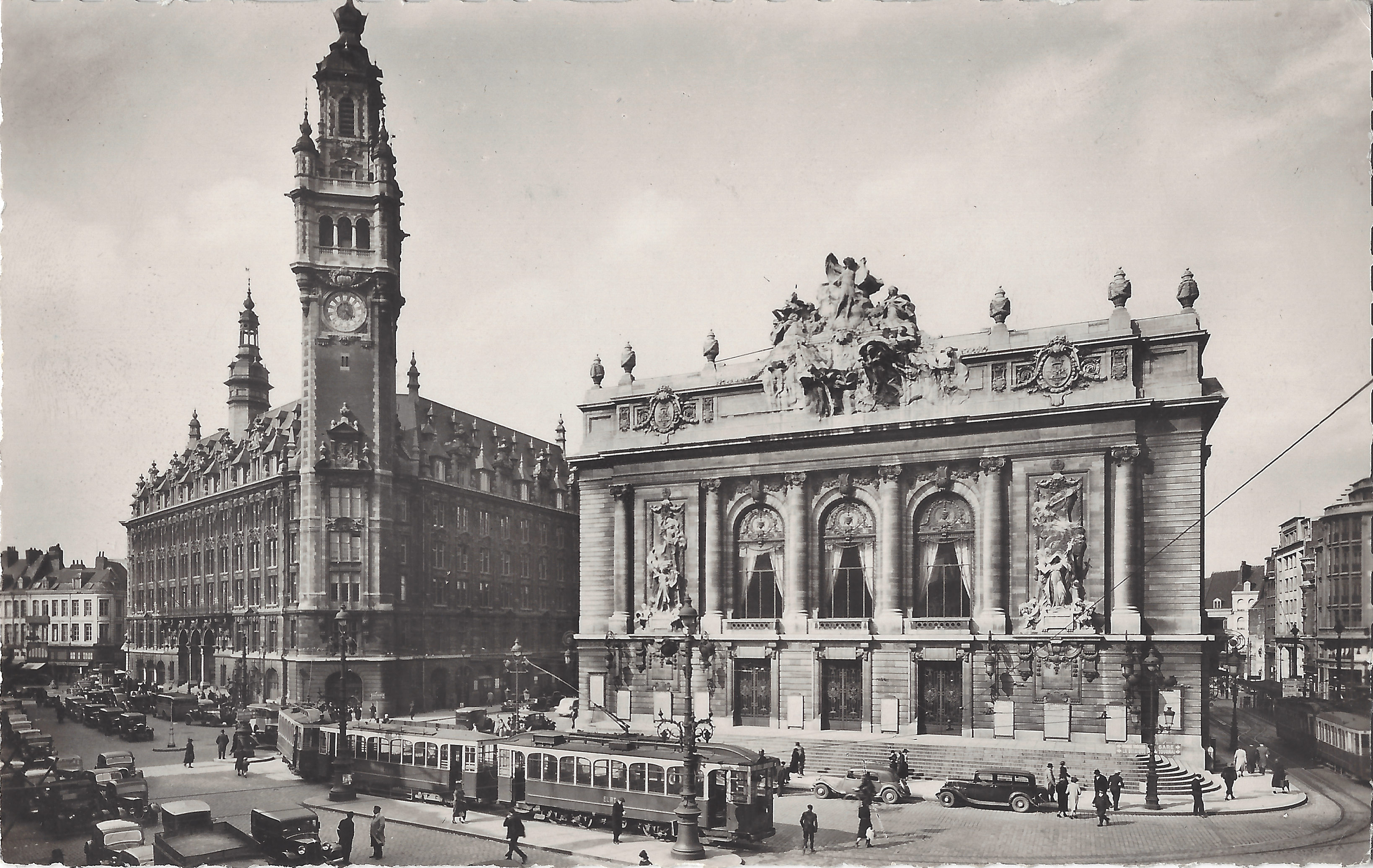
date inconnue Motrices 400 au terminus de la place du Théâtre à Lille.
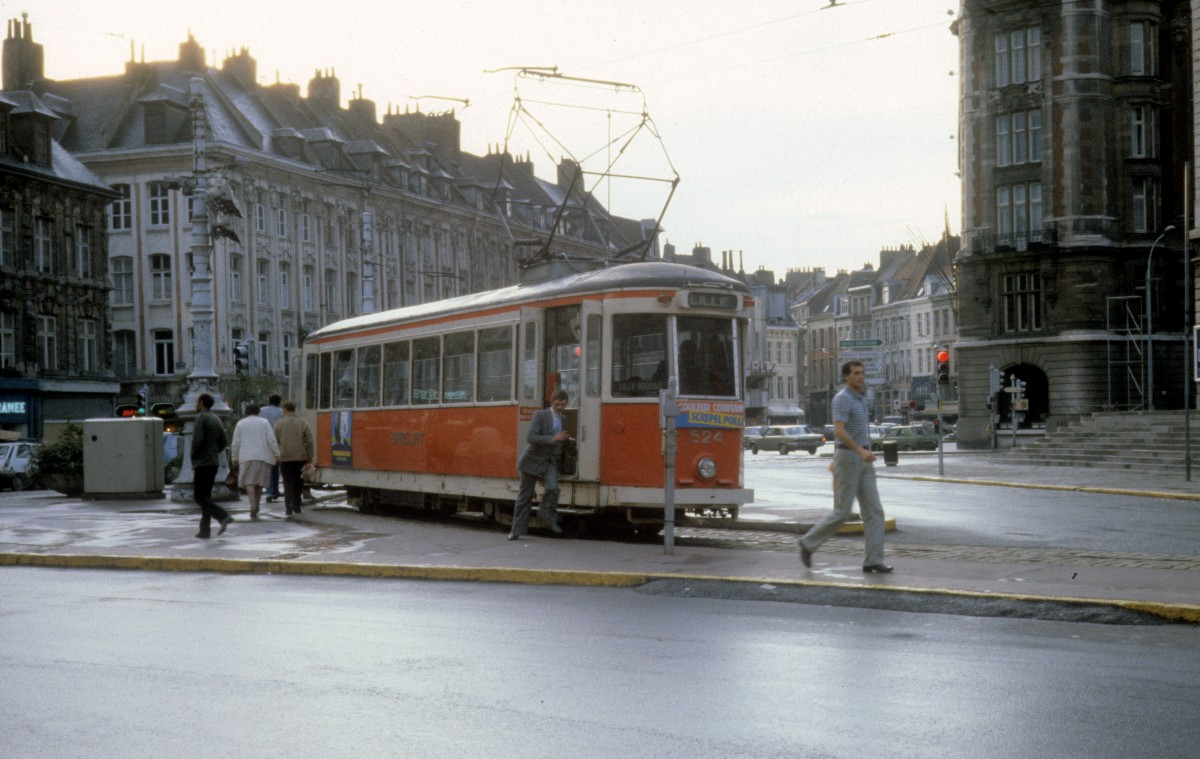
En juin 1982, une motrice 500 modifiée pour l'exploitation à un agent au terminus de la place du Théâtre à Lille.
Plan des voies en 1983.
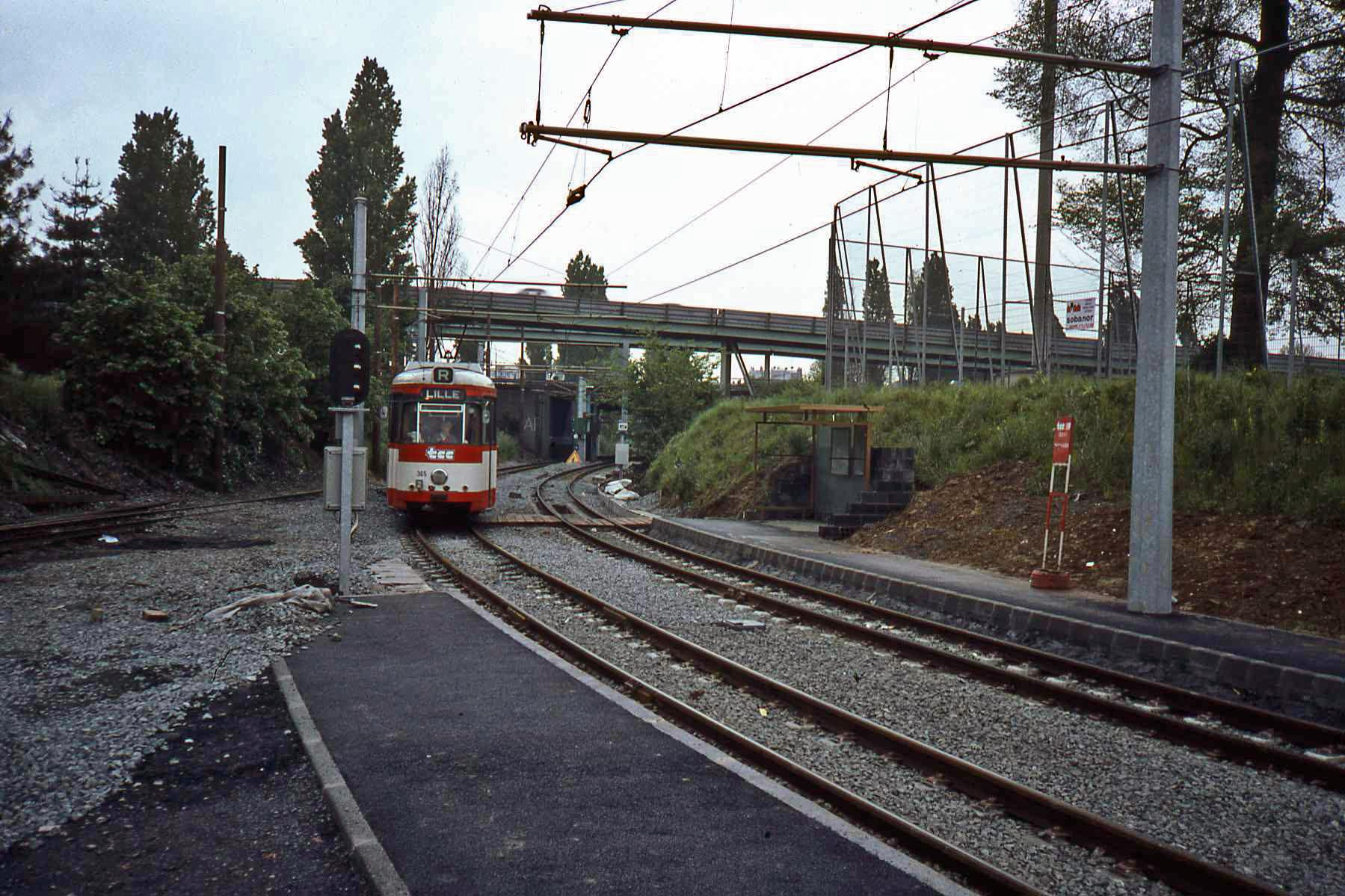
1er janvier 1983 : une motrice Duewag simple sur la ligne R bifurquant vers la gare à l'arrêt Pasteur. Sur la gauche on distingue l'ancien tracé vers la place du Théâtre.
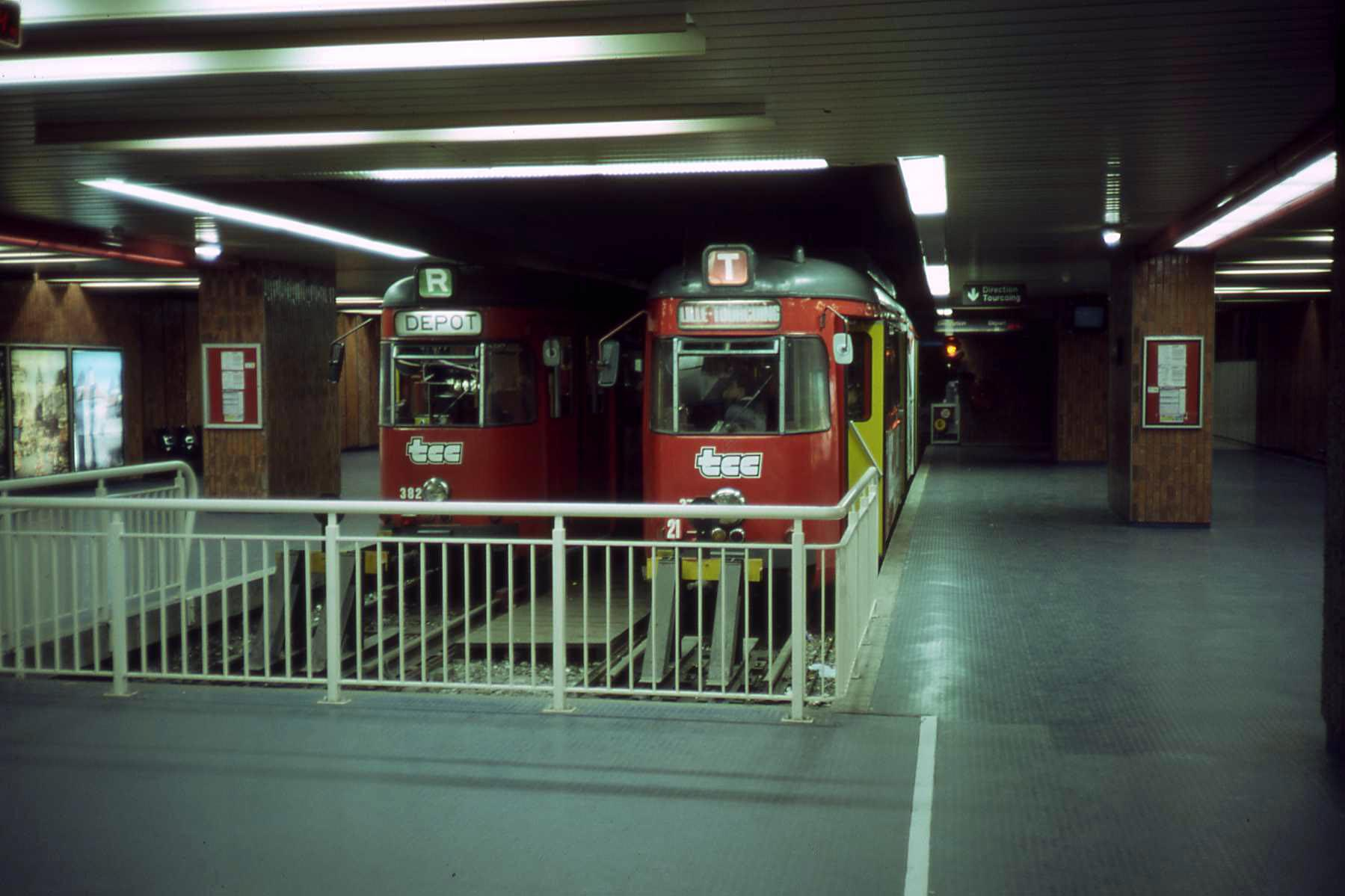
En 1988, motrices Duewag articulées sur les lignes R et T au terminus de la gare de Lille, devenue gare de Lille-Flandres (niveau -2), en correspondance avec la ligne 1 du métro[c].
Plan des voies en 1994.
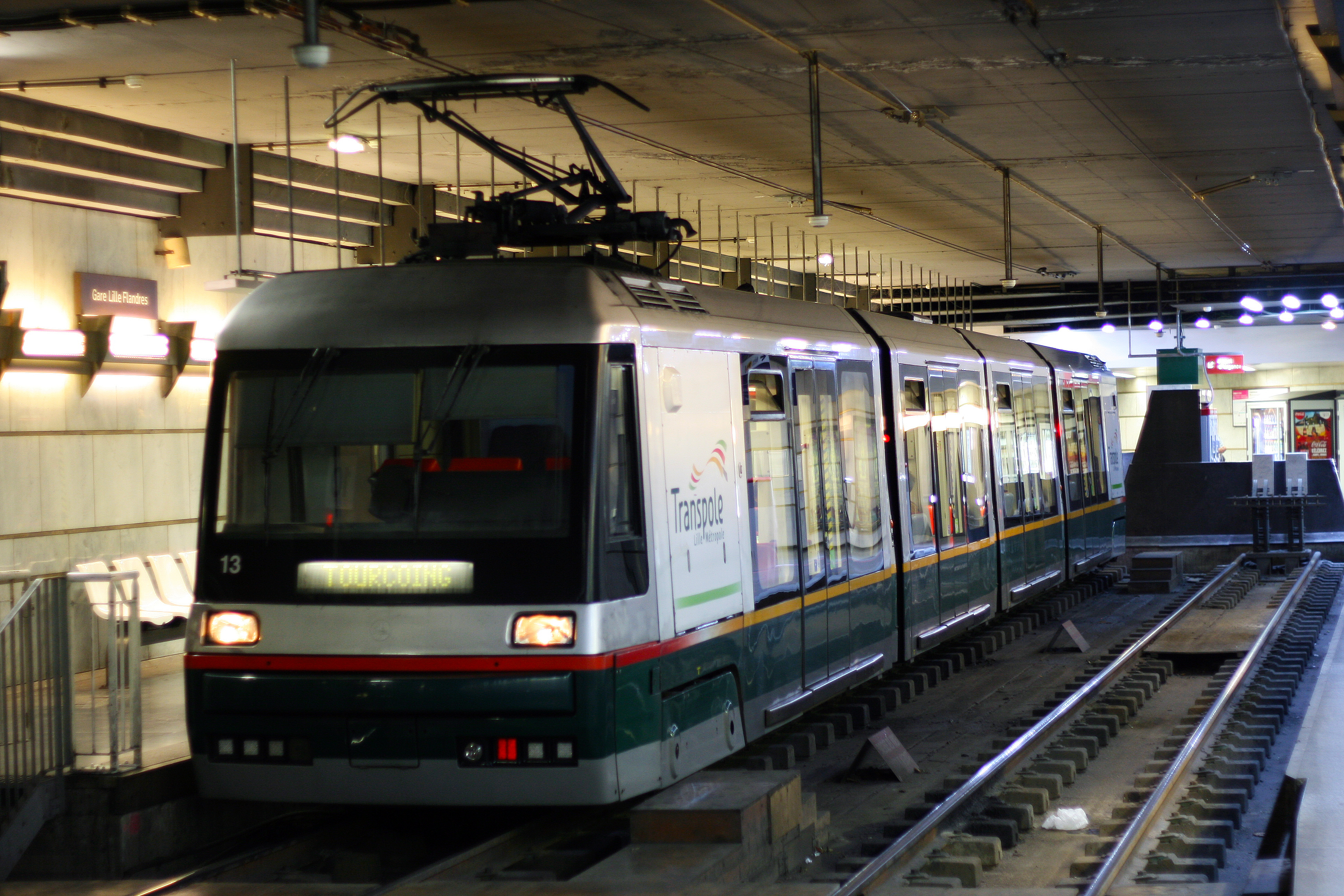
Le 20 juillet 2014, une motrice Breda VLC sur la ligne T au terminus de la gare Lille Flandres (niveau -1), nouveau terminus des lignes depuis 1994.

### Les voies à Marcq-en-Barœul
À la mise en service de la ligne Lille - Marcq (7) le 27 octobre 1930, le terminus est fixé à la place de Marcq-en-Barœul avec un terminus en boucle autour de l'église Saint-Vincent, depuis le Croisé-Laroche, la ligne emprunte l'avenue Foch sur un site propre au centre de l'avenue jusqu'à la place de Marcq-en-Barœul. En 1940, le terminus est reporté à la mairie de Marcq-en-Barœul puis vers 1960, il est reporté à la place de Marcq-en-Barœul avec un terminus en tiroir. Jusqu'en 1963, elle assure la correspondance avec la ligne J de la compagnie des Tramways électriques de Lille et sa banlieue (TELB).

### Les voies à Roubaix
À la mise en service de la ligne Lille - Roubaix (1) le 11 décembre 1909 et jusqu'en 1954, le terminus est situé place de la Liberté à Roubaix. En 1954, le terminus est déplacé Grand-Place de Roubaix et un terminus en boucle est créé par la place de la Liberté, la Grande-Rue, la Grand-Place et la rue du Maréchal-Foch. Ce terminus reste identique pour les 40 années suivantes mais il est supprimé lors des travaux de reconstruction de la ligne dans les années 1990 et remplacé par un terminus en tiroir en correspondance avec la station de métro Eurotéléport de la ligne 2 du métro. Par la même occasion, la double voie sur le boulevard du Général-de-Gaulle située de part et d'autre de la chaussée est supprimée au profit d'une voie double latérale puis centrale sur le boulevard. Jusqu'en 1956, la ligne assure à Roubaix la correspondance avec le réseau urbain de Roubaix Tourcoing ainsi qu'avec la Lignes F du tramway de Lille des Tramways électriques de Lille et sa banlieue (TELB).

Plan des voies en 1909.
Plan des voies en 1954.
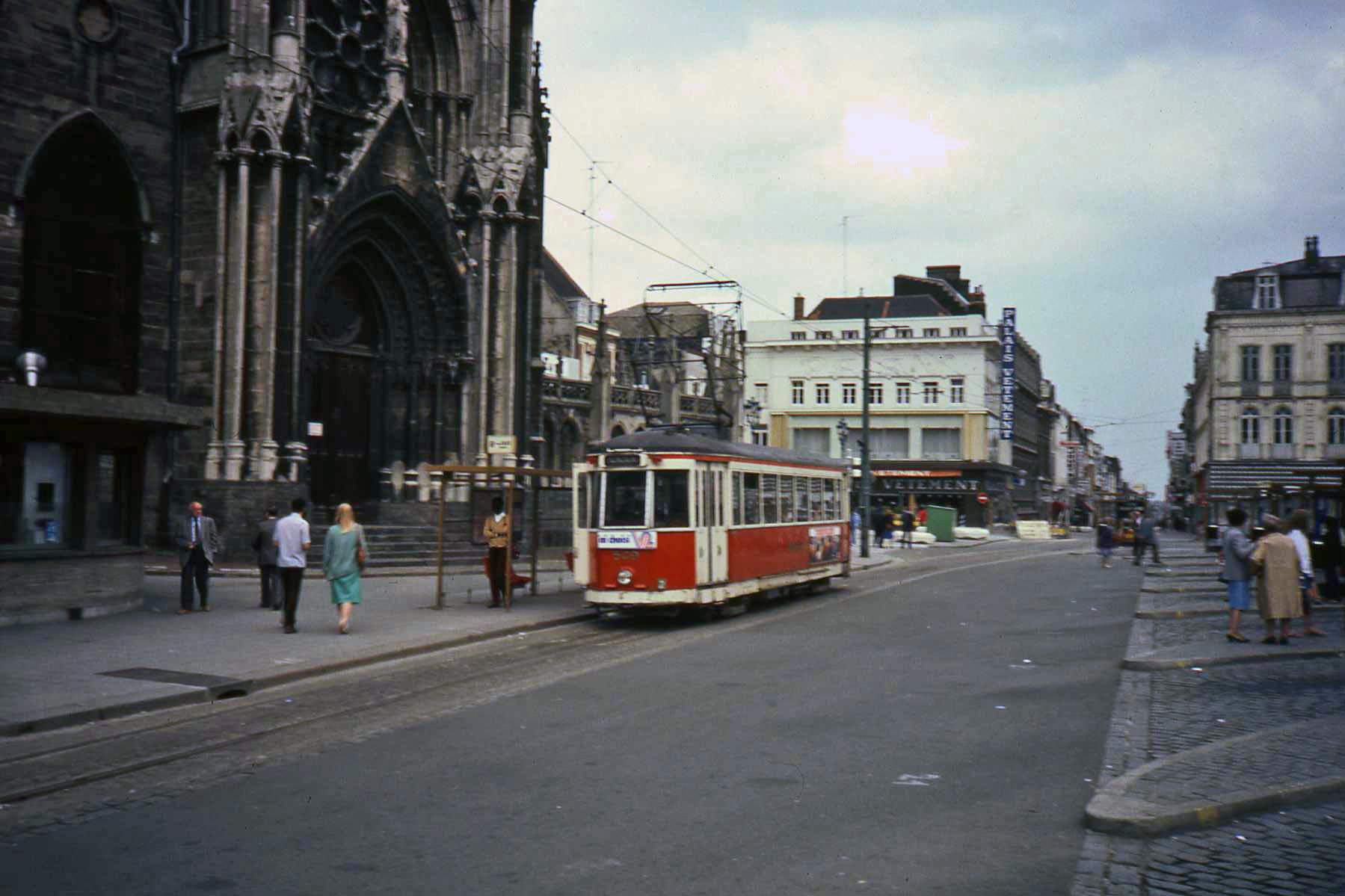
En 1981, une motrice 500 sur la ligne 1 au terminus de la Grand-Place de Roubaix.
Plan des voies en 1994.
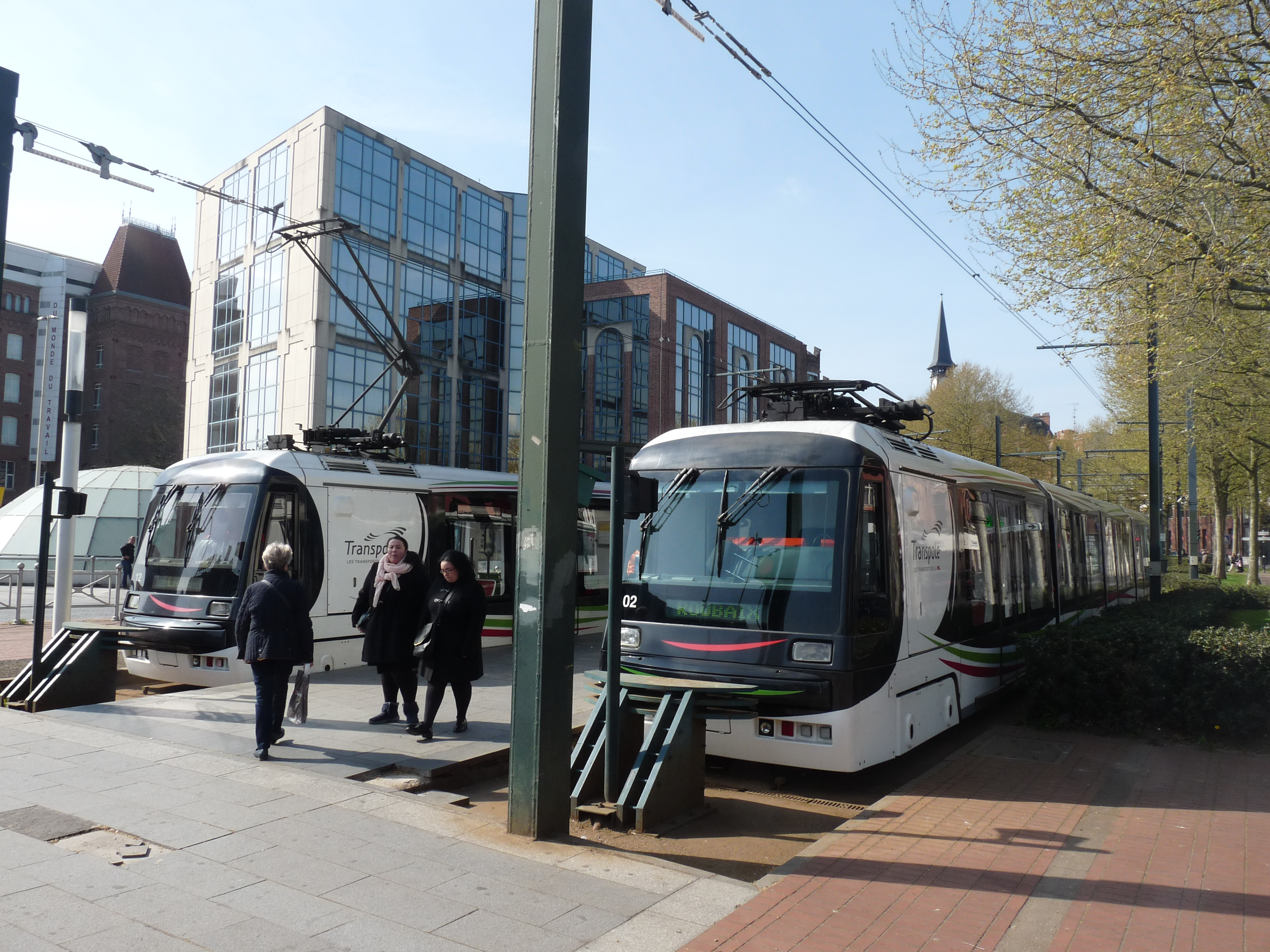
Le 11 avril 2017, des motrices Breda VLC sur la ligne R au terminus de Roubaix Eurotéléport.

### Les voies à Tourcoing
À la mise en service de la ligne Lille - Tourcoing (1 bis) le 11 décembre 1909, le terminus est fixé sur la Grand-Place de Tourcoing devant l'église Saint-Christophe, depuis le Grand Boulevard, la ligne emprunte le pont hydraulique puis les rues Charles-Wattinne, Faidherbe et Carnot. Vers 1926, une boucle est créée autour de l'église. En mars 1982, le terminus en boucle de la Grand-Place autour de l'église est supprimé remplacé par un terminus en tiroir rue Carnot[réf. souhaitée]. Le tracé dans Tourcoing est entièrement modifié lors des travaux de reconstruction de la ligne dans les années 1990, le tracé sur les rues Charles-Wattinne, Faidherbe et Carnot est abandonné pour « rendre la rue Fidèle-Lehoucq […] à la circulation automobile à double sens ». Le tracé est reporté le long du canal de Tourcoing (quais de Marseille et Cherbourg) puis sur l'avenue Gorges Pompidou, la place de la Victoire, puis en voie unique sur la rue Chanzy pour atteindre le nouveau terminus situé en correspondance au-dessus de la station de métro Tourcoing Centre. Cette dernière et le tronçon en voie unique sur la rue Chanzy ne sont cependant mis en service qu'en 1997, le terminus étant depuis 1994 situé à la place de la Victoire. Par ailleurs, jusqu'en 1956, la ligne assure à Tourcoing la correspondance avec le réseau urbain de Roubaix Tourcoing.

Plan des voies en 1926
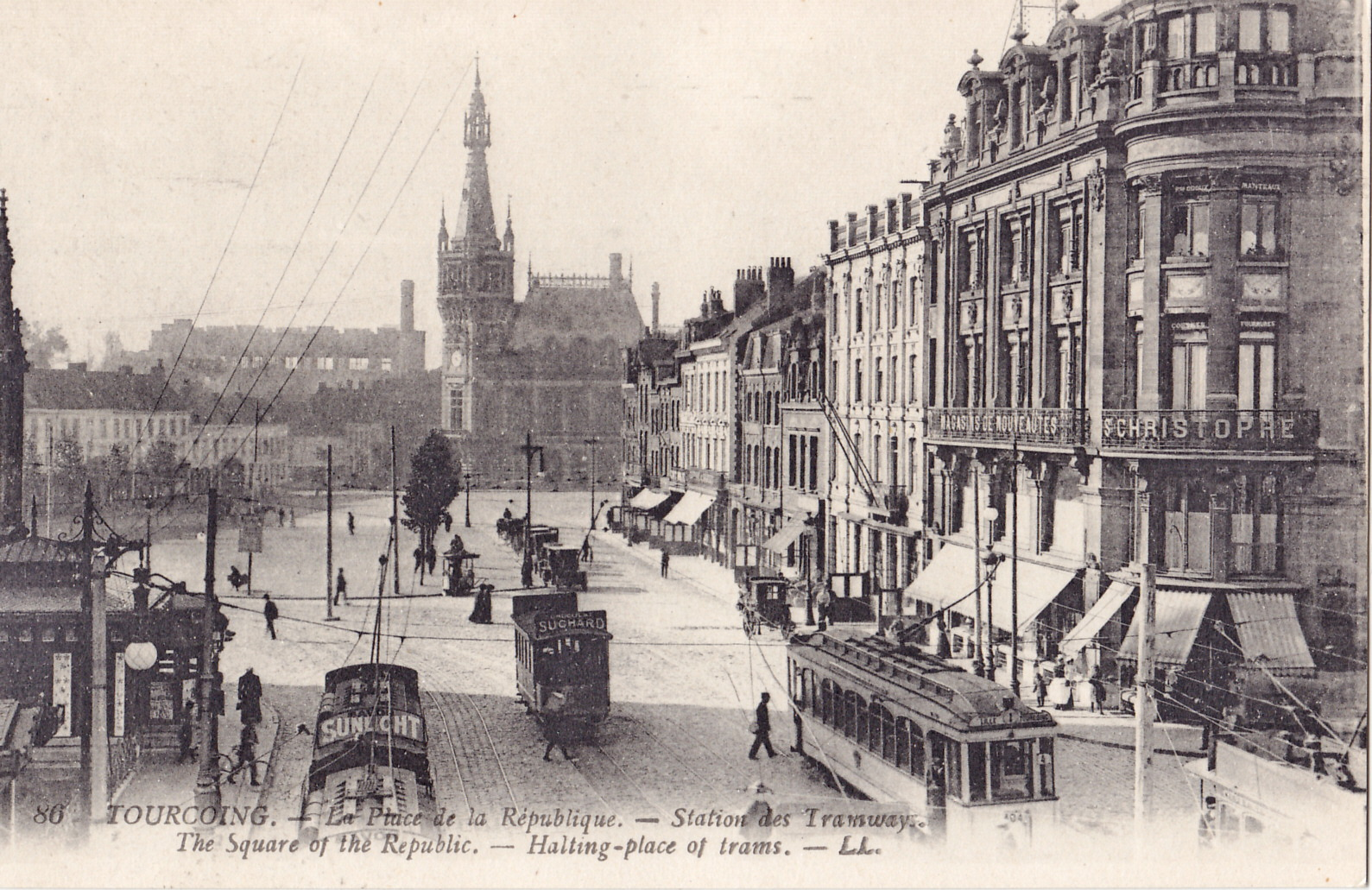
date inconnue Motrice 400 sur la ligne 1 bis au terminus de la Grand-Place de Tourcoing.
Plan des voies en 1982
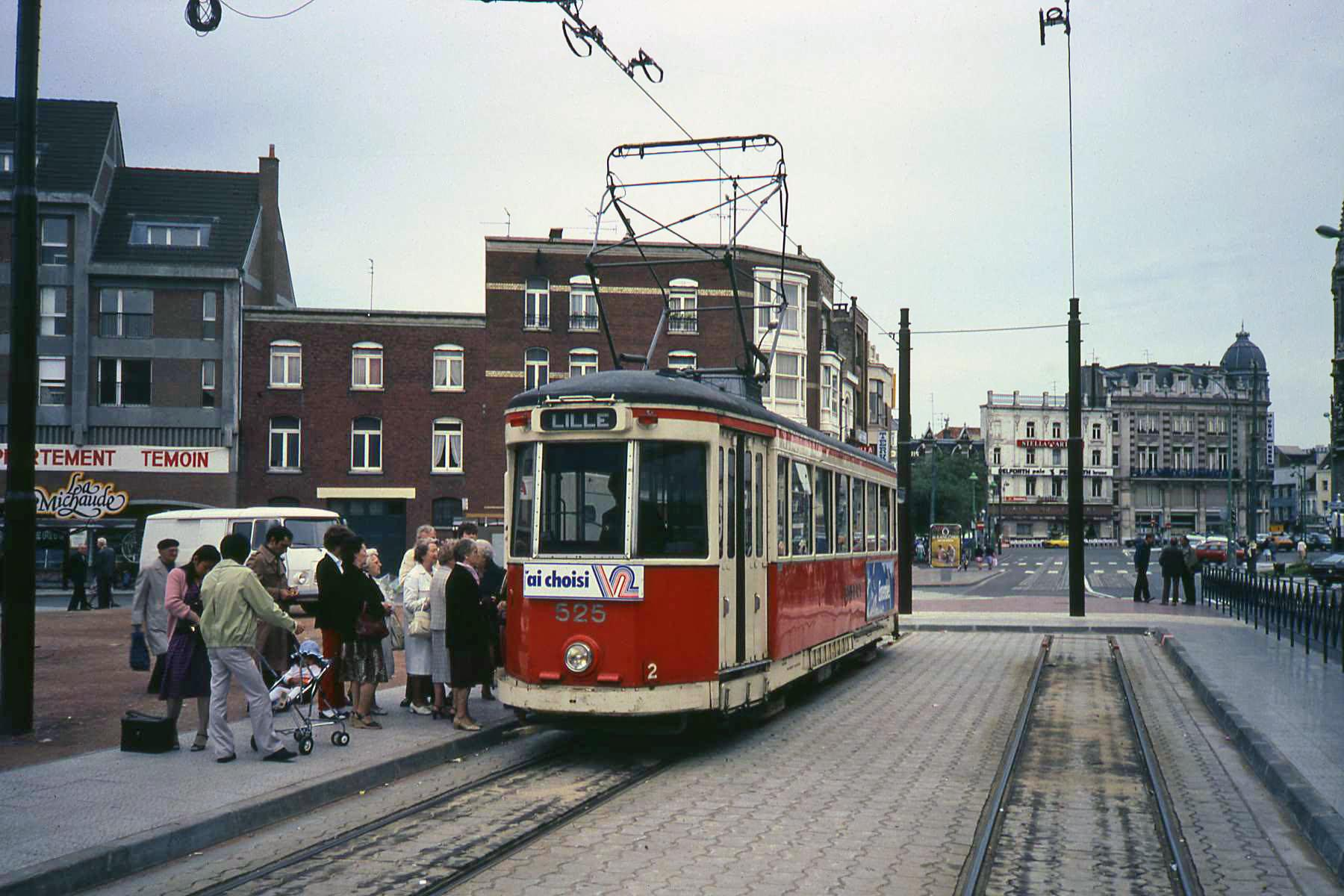
juin 1982 Motrice 500 sur la ligne 1 bis au terminus de la rue Carnot à Tourcoing.
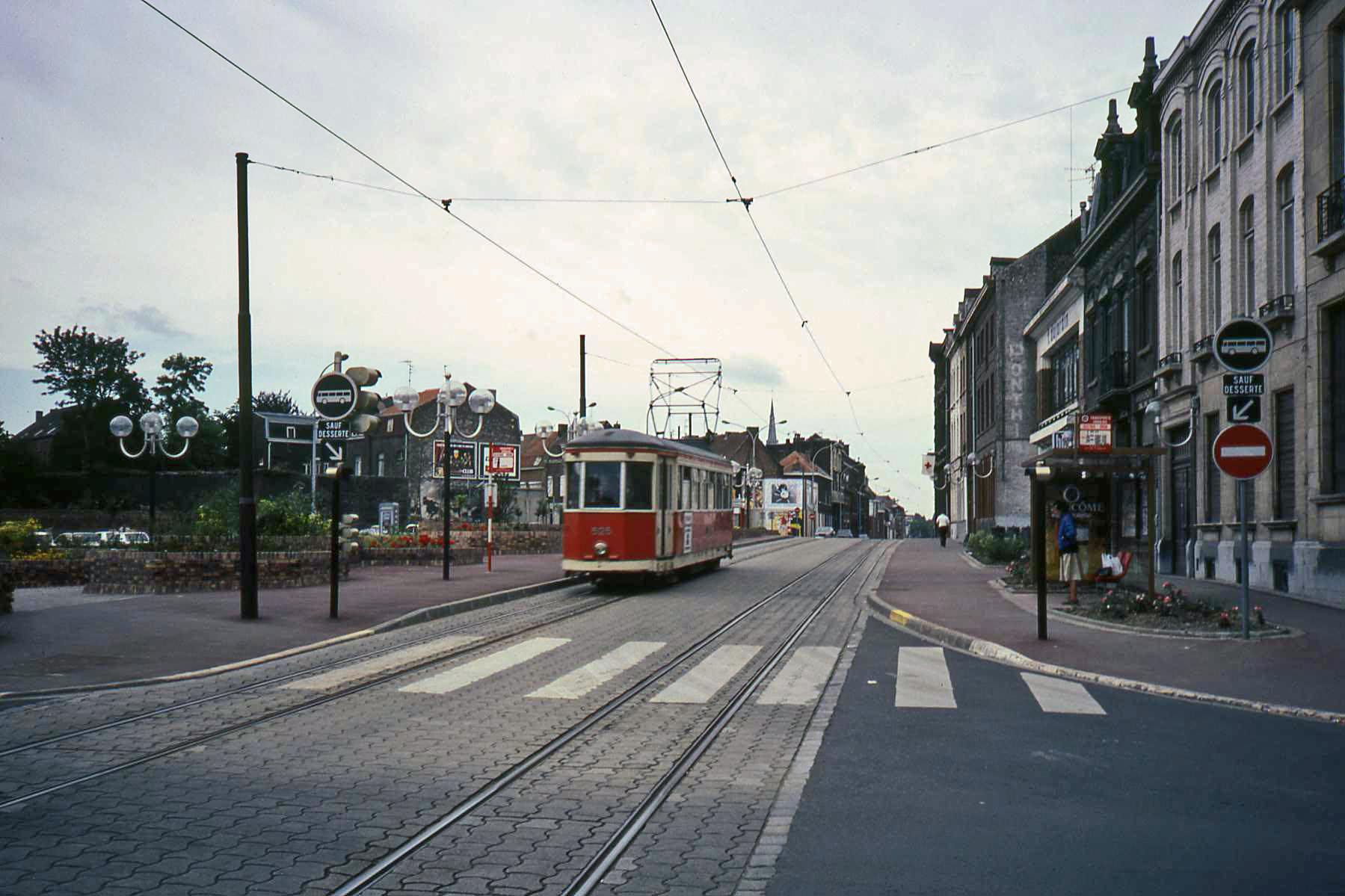
juin 1982 Motrice 500 sur la ligne 1 bis à l'arrêt Dron rue Faidherbe à Tourcoing. Ce tracé est abandonné dans les années 1990 lors de la reconstruction de la ligne.
Plan des voies en 1994
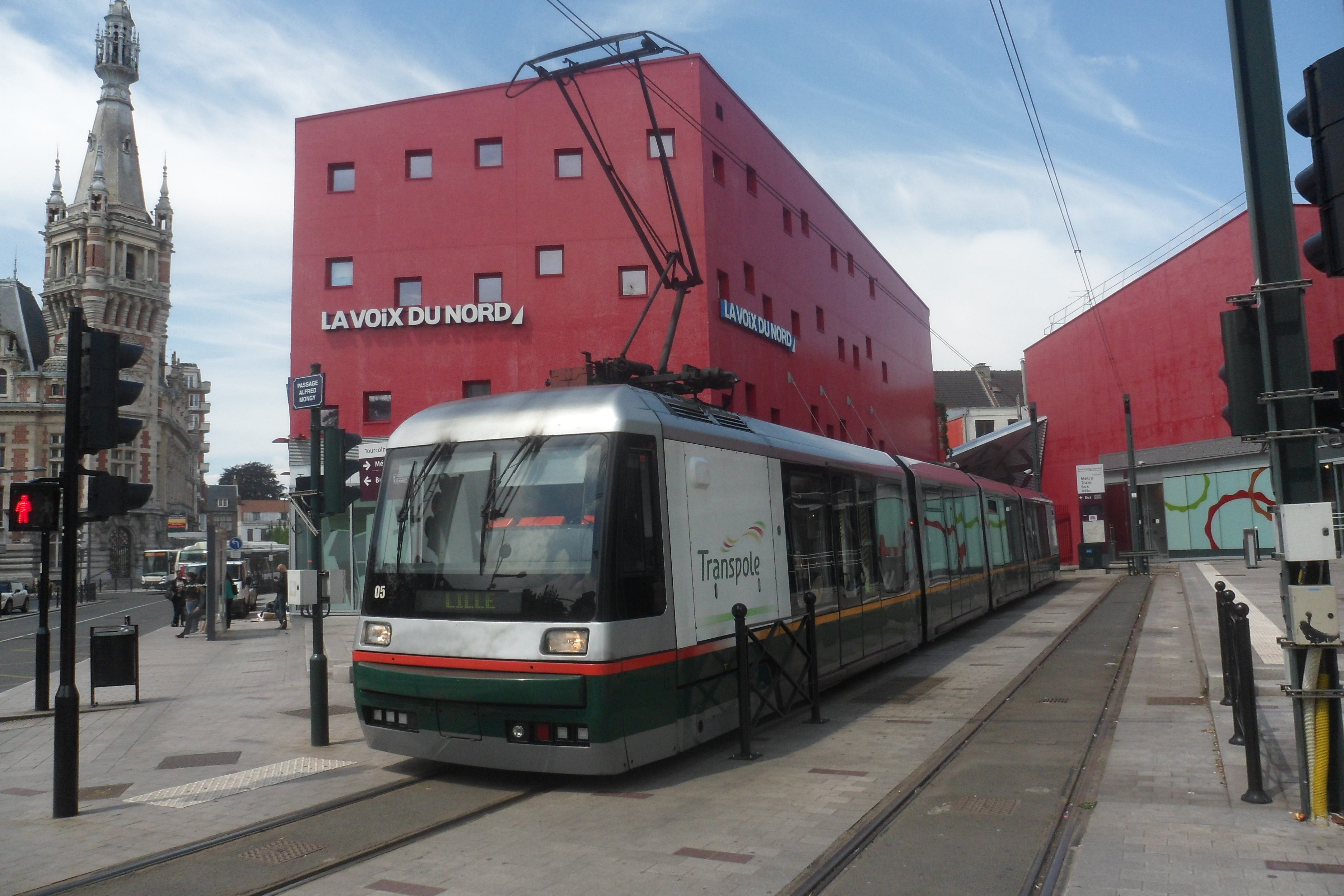
19 juin 2012 Motrice Breda VLC sur la ligne T au terminus de Tourcoing Centre.

### Tableau des arrêts
| Illustration                                                                     | Arrêt                            | Branche      | Type | Localisation                                                  | Suppression    | Remarques |
| -------------------------------------------------------------------------------- | -------------------------------- | ------------ | ---- | ------------------------------------------------------------- | -------------- | --- |
|                                                                                  | Lille Place du Théâtre           | tronc commun |      | 50° 38′ 15″ N, 3° 03′ 56″ E                                   | 1983           | |
|                                                                                  | Lille Rue des Jardins            | tronc commun |      | 50° 38′ 22″ N, 3° 04′ 05″ E                                   | 1983           | |
|                                                                                  | Lille Octroi                     | tronc commun |      |                                                               | octobre 1961   | Remplacé par l'arrêt Pasteur. |
| - Premier arrêt. - Second arrêt à l'entrée du tunnel.                            | Lille Pasteur                    | tronc commun |      | 1. 50° 38′ 25″ N, 3° 04′ 14″ E 2. 50° 38′ 32″ N, 3° 04′ 20″ E | 1990           | Crée en 1961 en remplacement de l'arrêt Octroi à la suite de la rectification du tracé à la suite de la construction du périphérique. |
| - Seconde station au niveau -2. - Seconde station au niveau -1.                  | Lille Gare Lille Flandres        | tronc commun |      |                                                               |                | |
|                                                                                  | Lille Gare Lille Europe          | tronc commun |      |                                                               |                | |
|                                                                                  | La Madeleine Romarin             | tronc commun |      |                                                               |                | |
|                                                                                  | La Madeleine Botanique           | tronc commun |      |                                                               |                | |
|                                                                                  | La Madeleine Saint-Maur          | tronc commun |      |                                                               |                | |
|                                                                                  | Lille Buisson                    | tronc commun |      |                                                               |                | |
|                                                                                  | Marcq Brossolette                | tronc commun |      |                                                               |                | |
|                                                                                  | Marcq Clemenceau Hippodrome      | tronc commun |      |                                                               |                | |
|                                                                                  | Marcq Croisé-Laroche             | tronc commun |      |                                                               |                | |
|                                                                                  | Marcq Acacias                    | Roubaix      |      |                                                               |                | |
|                                                                                  | Wasquehal Pont de Wasquehal      | Roubaix      |      |                                                               |                | |
|                                                                                  | Wasquehal La Terrasse            | Roubaix      |      |                                                               |                | |
|                                                                                  | Wasquehal Pavé de Lille          | Roubaix      |      |                                                               |                | |
|                                                                                  | Villeneuve-d'Ascq Le Sart        | Roubaix      |      |                                                               |                | |
|                                                                                  | Villeneuve-d'Ascq Planche Épinoy | Roubaix      |      |                                                               |                | |
|                                                                                  | Croix La Marque                  | Roubaix      |      |                                                               |                | |
|                                                                                  | Croix Villa Cavrois              | Roubaix      |      |                                                               |                | |
|                                                                                  | Roubaix Bol d'Air                | Roubaix      |      |                                                               |                | |
|                                                                                  | Roubaix Parc Barbieux            | Roubaix      |      |                                                               |                | |
|                                                                                  | Roubaix Hôpital Victor Provo     | Roubaix      |      |                                                               |                | |
|                                                                                  | Roubaix Jean Moulin              | Roubaix      |      |                                                               |                | |
|                                                                                  | Roubaix Alfred Mongy             | Roubaix      |      |                                                               |                | |
|                                                                                  | Roubaix Place de la Liberté      | Roubaix      |      | 50° 41′ 30″ N, 3° 10′ 31″ E                                   | 1990-1994      | |
|                                                                                  | Roubaix Grand-Place              | Roubaix      |      | 50° 41′ 30″ N, 3° 10′ 27″ E                                   | 1990-1994      | |
|                                                                                  | Roubaix Eurotéléport             | Roubaix      |      |                                                               |                | |
|                                                                                  | Marcq Foch                       | Tourcoing    |      |                                                               |                | |
|                                                                                  | Marcq Le Quesne                  | Tourcoing    |      |                                                               |                | |
|                                                                                  | Marcq Cerisaie Centre d’Affaires | Tourcoing    |      |                                                               |                | |
|                                                                                  | Marcq Château Rouge              | Tourcoing    |      |                                                               |                | |
|                                                                                  | Tourcoing Victoire               | Tourcoing    |      |                                                               |                | |
|                                                                                  | Tourcoing Dron                   | Tourcoing    |      |                                                               | 1990-1994      | |
| - Le premier terminus devant l'église. - Le terminus en 1983 déplacé rue Carnot. | Tourcoing Grand-Place            | Tourcoing    |      | 1. 50° 43′ 20″ N, 3° 09′ 35″ E 2. 50° 43′ 17″ N, 3° 09′ 36″ E | 1990-1994      | |
|                                                                                  | Tourcoing Centre                 | Tourcoing    |      |                                                               |                | |
|                                                                                  | Marcq Mairie                     |              |      |                                                               | septembre 1972 | |
|                                                                                  | Marcq Place                      |              |      |                                                               | septembre 1972 | |

### Alimentation électrique
À l'origine, l'alimentation électrique est assurée en 600 volts courant continu. La captation se fait à l'aide d'une perche et ligne aérienne de contact trolley (LAC) ou sur le Grand Boulevard par caténaire adaptée à la captation par perche. À la mise en service des motrices 500 en 1950, la ligne aérienne est remaniée pour être adaptée pour la captation par pantographe et les motrices 400 sont dotées de pantographes.

### Dépôts
Le remisage et l'entretien du matériel est à l'origine effectué dans un dépôt, dit dépôt de Marcq, construit en 1909 à Marcq-en-Barœul le long du Grand Boulevard peu avant le Croisé-Laroche, il sert au remisage et à l'entretien du matériel roulant des lignes du Grand Boulevard ainsi qu'aux autres lignes au départ de Lille (2, 5). Il possède par ailleurs divers bâtiments administratifs et sera à plusieurs reprises agrandi. En 1994 à la suite des travaux de reconstruction de la ligne et la mise en service des nouvelles rames Breda VLC, le dépôt de Marcq est abandonné au profit d'un nouveau dépôt dit des Rouges-Barres. L'ancien dépôt resté sans utilité à la suite de la mise en service du dépôt des Rouges-Barres a été démoli au cours de l'année 2018-2019.

## Matériel roulant

### Type 400
À la mise en service des lignes en 1909, l'ELRT met en service 25 motrices à bogies construites par la Société Franco-Belge. Ces motrices circulent à partir de 1911 avec des remorques à essieux (type 800) puis à bogies (types 700 et 710). Elles sont complétées 1926 et 1927 par 2 autres séries de 5 motrices (chacune). À l'origine en livrée crème, ces motrices reçoivent en 1922 la nouvelle livrée de l'ELRT verte et crème. À la mise en service des motrices de type 500 en 1950, les motrices sont repeintes en livrée crème et reçoivent un pantographe en remplacement de la perche en usage depuis la mise en service des lignes.

### Type 500
En 1950 sur la ligne 1 puis 1951 sur la ligne 1 bis ainsi qu'en renfort sur la ligne de Marcq (7), l'ELRT met en service 28 nouvelles motrices de type 500. Ces motrices construites par Brissonneau et Lotz longues de 13,35 m (hors-tout) et développant 147 kW (200 CV uni-horaire) sont unidirectionnelles mais disposent de 2 portes de chaque côté, elles circulent en rames de 2 éléments en  back to back (« dos à dos ») couplées par l'arrière et forment ainsi 14 rames réversibles jusqu'en 1953 où elles sont désaccouplées pour circuler en unité simple, de par la baisse du trafic sur les lignes mais également à la demande des conseils municipaux de Lille, Roubaix et Tourcoing qui trouvent que « la longueur exagérée des rames gêne la circulation en ville »,. Par ailleurs, entre 1969 et 1970, ces motrices sont modifiées pour le service à 1 agent et reçoivent la nouvelle livrée de l'ELRT. Elles recevront plus tard la nouvelle livrée de la SNELRT.

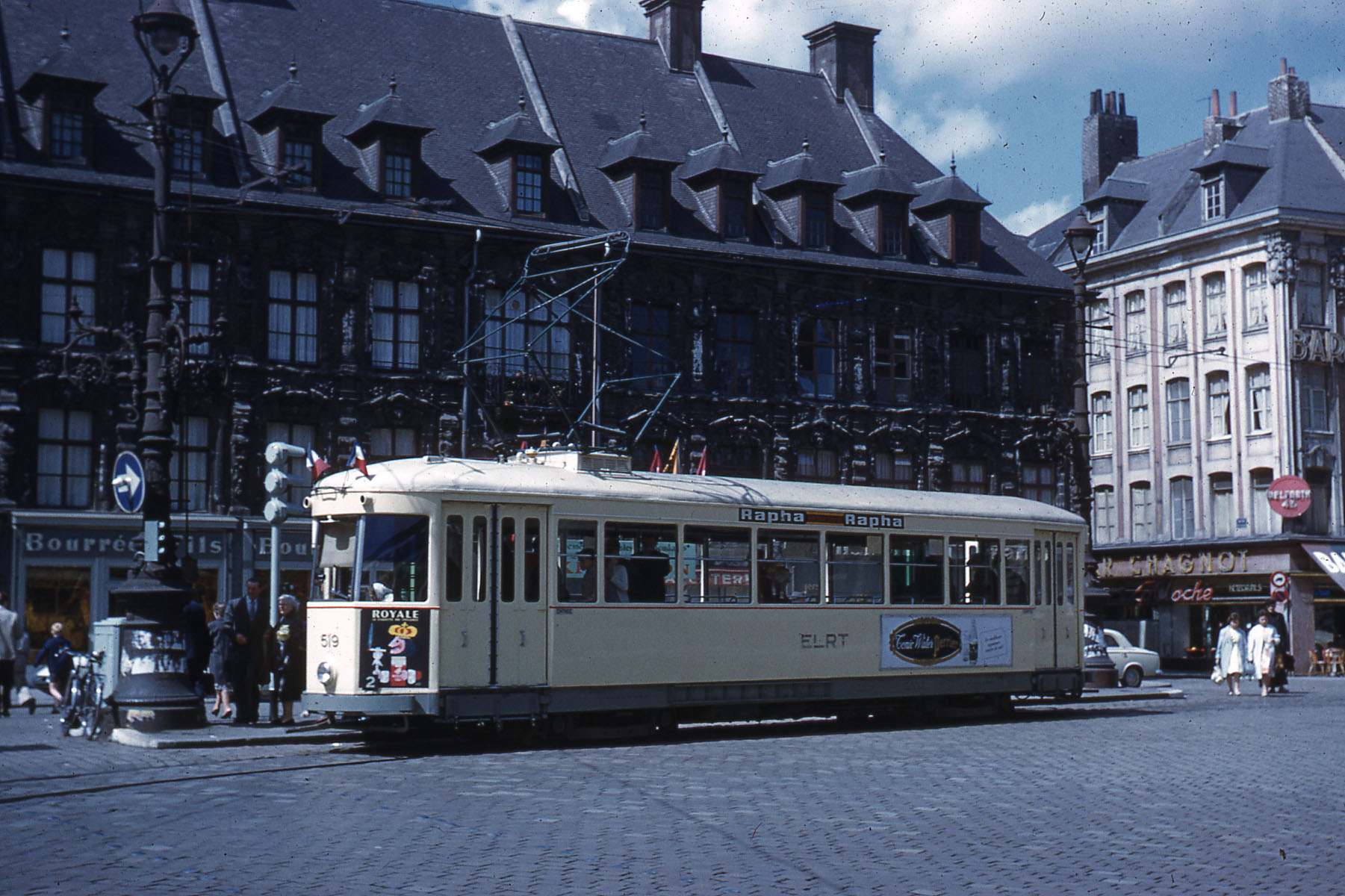
1961 Motrice 500 au terminus de la place du Théâtre à Lille.
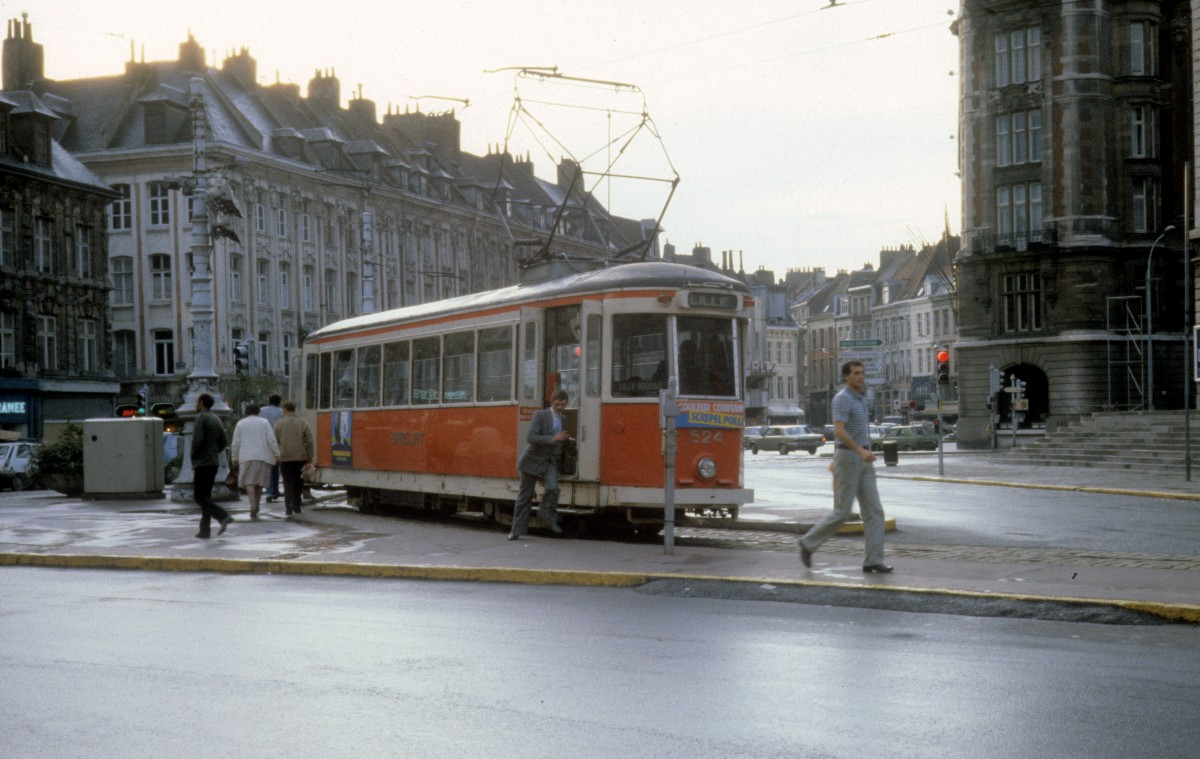
juin 1982 Motrice 500 modifiée pour l'exploitation à 1 agent au terminus de la place du Théâtre à Lille.
août 1982 Motrice 500 dans la dernière livrée de la SNELRT au terminus de la place du Théâtre à Lille.

### Duewag simples (série 300)
En 1979, face au vieillissement des motrices 500 (30 ans) et pour anticiper l'augmentation prévue du trafic avec l'ouverture prochaine de la ligne 1 du métro, la SNELRT décide de racheter 6 motrices Duewag simples (de) au réseau (de) allemand d'Herten, lequel doit fermer ses lignes ferrées. Révisées et mises aux couleurs de la SNELRT, elle servent sur la ligne R et le service partiel du Croisé-Laroche (M) à partir de 1980 puis sur la T en 1982. Elles sont progressivement retirées du service en 1983 avec la mise en service des rames articulées et ne servent plus qu'au service partiel Lille - Croisé-Laroche (M) ainsi qu'en réserve.

1er août 1982 Motrice Duewag simple sur la ligne R.
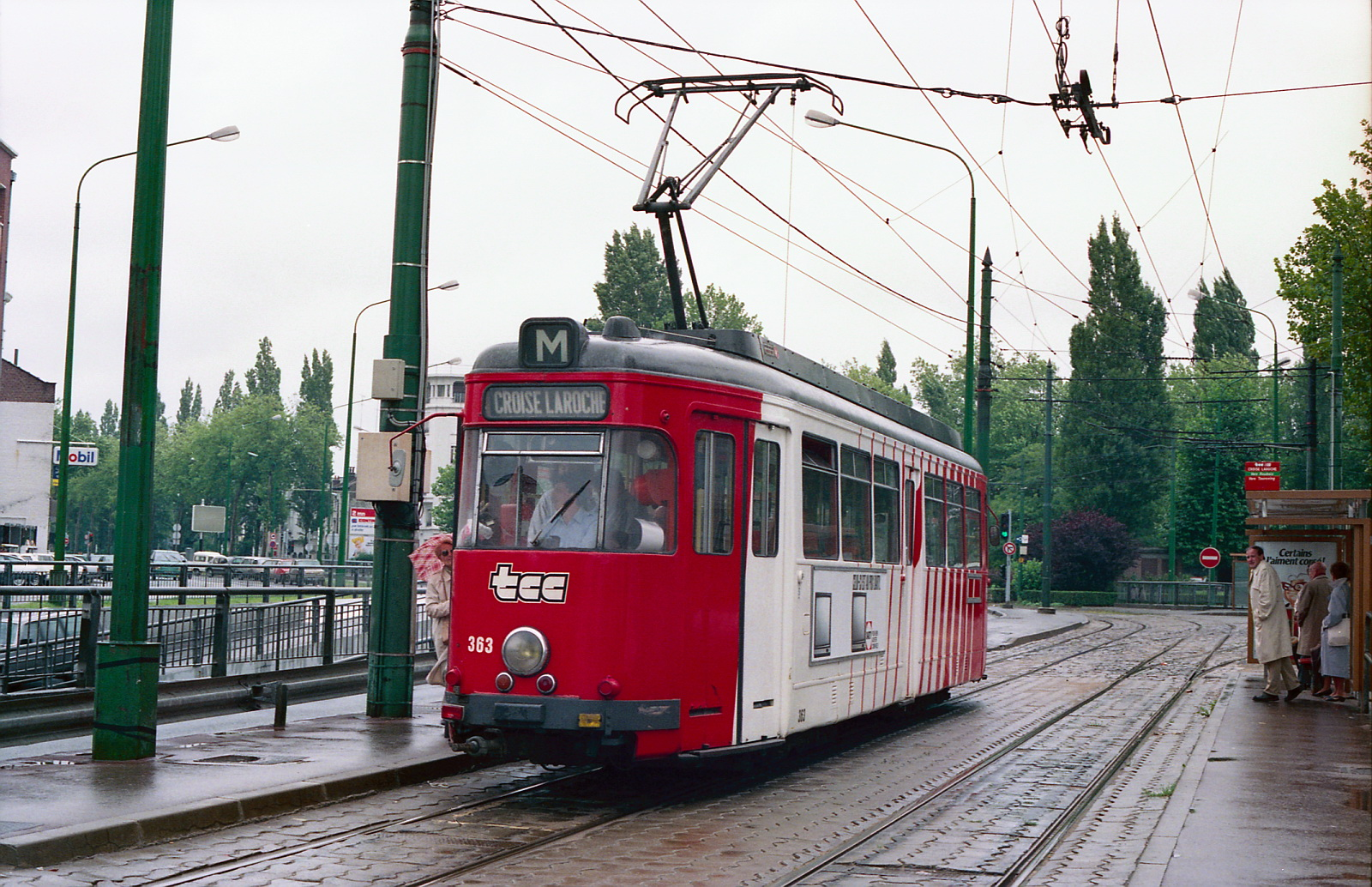
date inconnue Motrice Duewag simple aux nouvelles couleurs des TCC sur le service partiel M au Croisé-Laroche.

### Duewag articulées (suite de la série 300)
En 1981, la SNELRT décide de l'achat de 21 motrices articulées bidirectionnelles GT6Z (de) du réseau d'Herten. Finalement, elle rachète l'ensemble des 24 motrices encore en service sur ce réseau y compris trois qui avaient débuté leur carrière à Mönchengladbach. L'effectif est complété plus tard par 5 motrices similaires du réseau de Bochum (1985), 3 de Genève (1988) et 2 également de Bochum (1989). Les trois tramways originaires de Genève sont d'anciens tramways d'Aix-la-Chapelle provenant à l'origine du réseau de la ville de Mönchengladbach ;
Les motrices sont entièrement rénovées dans les ateliers de la SNELRT à Marcq-en-Barœul, mises aux couleurs des TCC et sont mises progressivement en service sur les lignes R et T à partir de 1982. Elles sont retirées du service en 1994 à la fin des travaux de reconstruction de la ligne et la mise en service des rames Breda VLC,.

1er août 1982 Motrice Duewag articulée (série 369-391) au dépôt de Marcq.
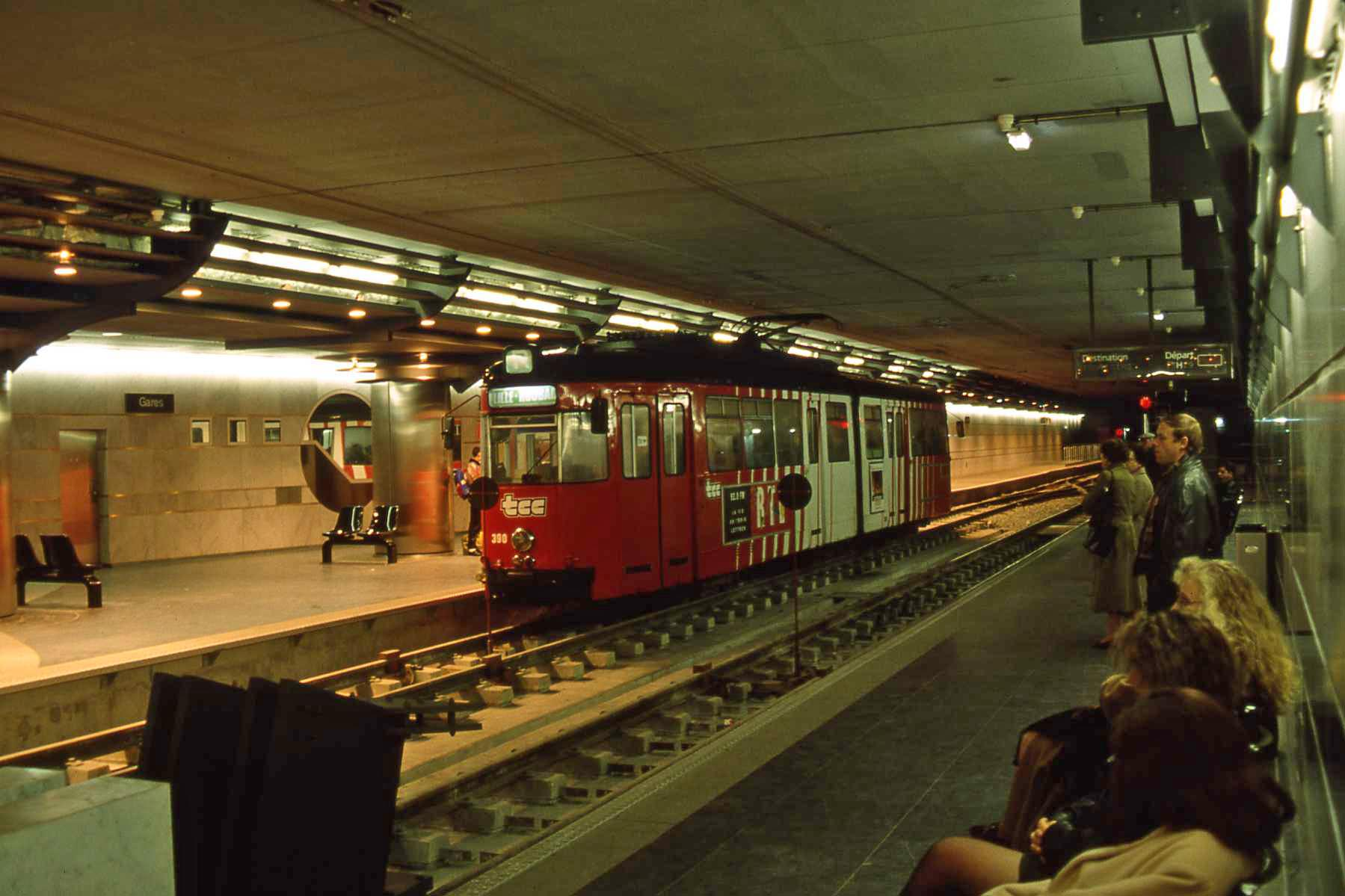
date inconnue Motrice Duewag articulée (série 369-391) sur la ligne R au nouveau terminus de la gare Lille-Flandres peu avant la mise en service des rames Breda VLC.

### Breda VLC
À la fin des travaux de reconstruction de la ligne, les motrices Duewag articulées sont retirées du service et les nouvelles rames Breda VLC sont mises en service le 5 mai 1994, elles constituent dès lors le principal matériel en service sur la ligne. Ces 24 motrices bidirectionnelles construites par Breda costruzioni ferroviarie longues de 29,9 m (hors-tout) et à plancher bas sur l'ensemble de l'espace voyageur disposent de 4 portes de chaque côté. Elles bénéficient par ailleurs d'une rénovation complète entre 2012 et 2016, puis en 2019.

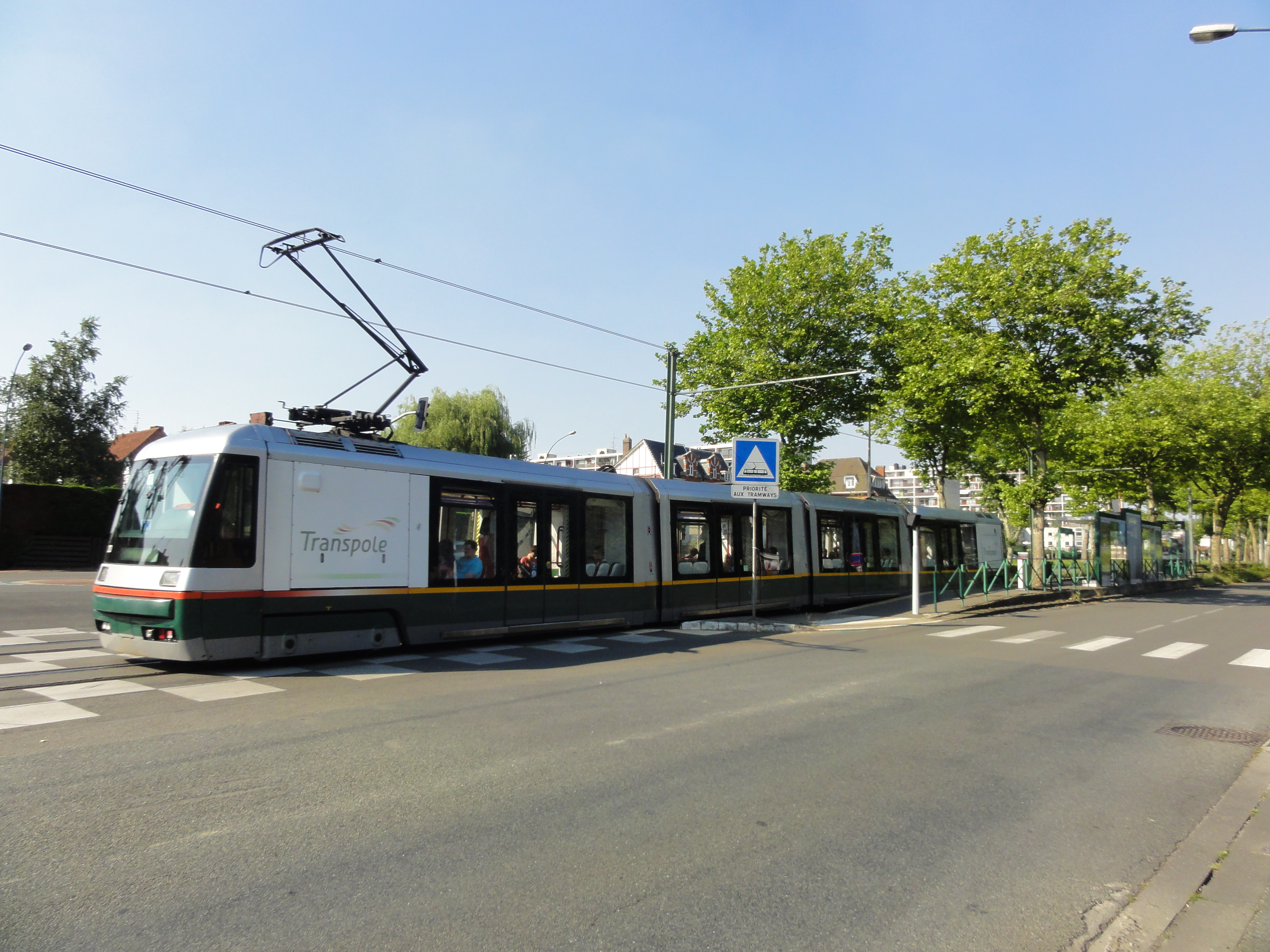
26 juillet 2012 Motrice Breda VLC sur la ligne R à la station La Marque.
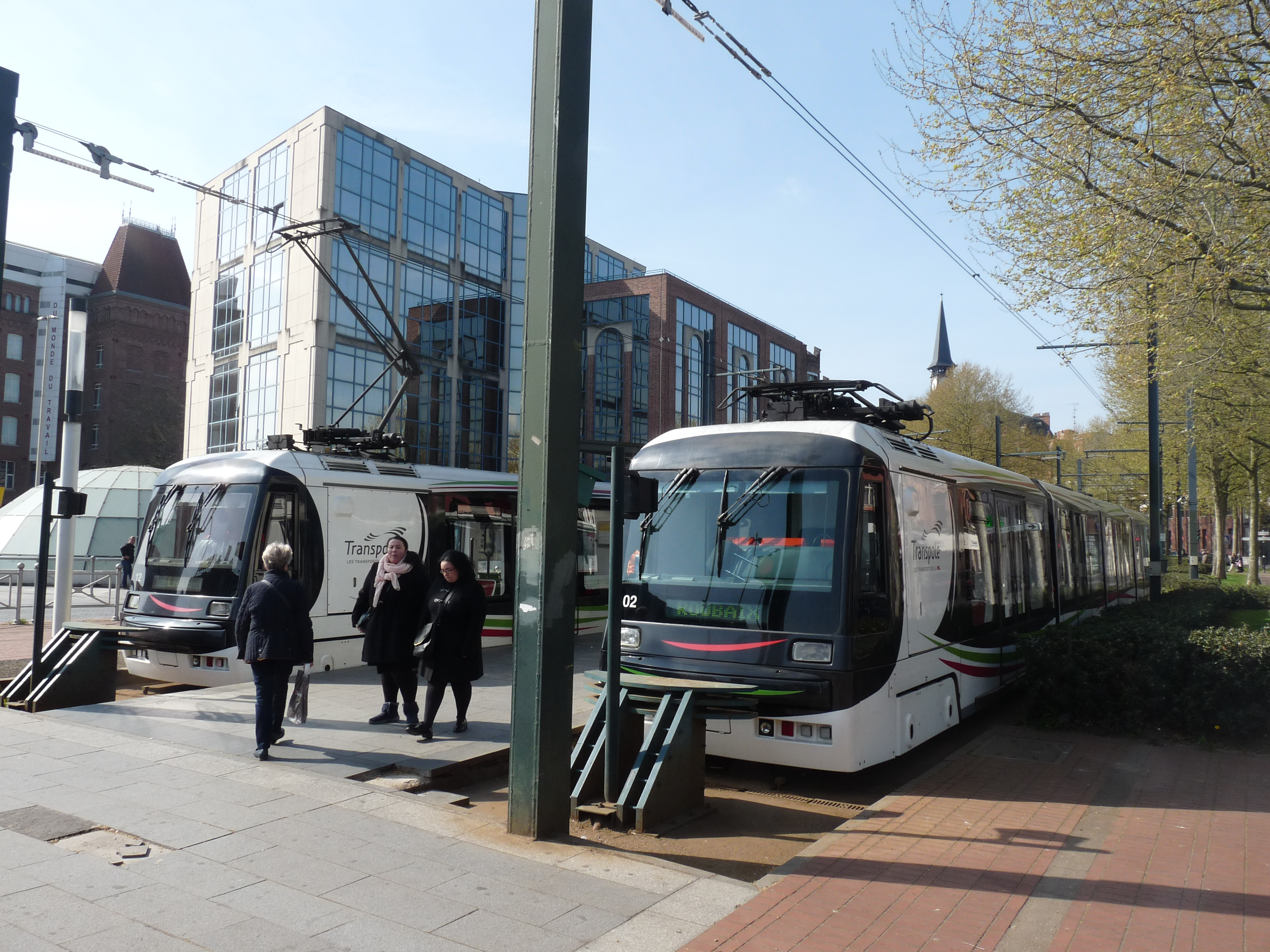
11 avril 2017 Motrices Breda VLC rénovées sur la ligne R au terminus de Roubaix Eurotéléport.

### Alstom Citadis
La Métropole européenne de Lille a lancé en 2020 un marché pour le remplacement des VLC par des matériels neufs pour faire face à la hausse prévue de la fréquentation du tramway, qui devrait atteindre 60 000 voyageurs quotidiens en 2034, mais aussi pour remplacer le matériel VLC devenu obsolète.
Le constructeur retenu est Alstom, avec un marché de 24 rames en tranche ferme et de 6 rames en tranche optionnelle, la mise en service interviendra en 2026-2027
Le coût d'achat de ces futures rames est de 124,80M€

### Tableau des matériels roulants
| Illustration    | Modèle / Type | Modèle / Type       | Nombre (série) | Numéros (série)  | En service | Hors service | Remarques                            |
| --------------- | ------------- | ------------------- | -------------- | ---------------- | ---------- | ------------ | ------------------------------------ |
| État 1922.      | 400           | 1re série 400/1     | 25             | 401-425          | 1909       |              |                                      |
| État 1922.      | 400           | 2e série 400/2      | 5              | 426-430          | 1927       |              | Mises en service en 1923 sur le BAB. |
| État 1922.      | 400           | 3e série 400/3      | 5              | 431-435          | 1926       |              |                                      |
| État d'origine. | 500           | 500                 | 28             | 501-528          | 1950       |              |                                      |
| État 1950.      | 200           | 200                 | 8 (16)         | divers (200-215) | 1956       | 1971         |                                      |
| État d'origine. | Duewag        | ex. Herten          | 6              | 352..367         | 1980       |              |                                      |
| État d'origine. | Duewag        | ex. type 300 Herten | 21             | 369-391          | 1982       | 1994         |                                      |
| État d'origine. | Duewag        | ex. type 400 Herten | 3              | 392-394          |            | 1994         |                                      |
| État d'origine. | Duewag        | ex. Bochum          | 5              | 395-399          |            | 1994         |                                      |
| État d'origine. | Duewag        | ex. Genève          | 3              | 301-303          |            | 1994         |                                      |
| État d'origine. | Duewag        | ex. Bochum          | 2              | 304-305          |            | 1994         |                                      |
| État d'origine. | Breda VLC     | Breda VLC           | 24             | 01-24            | 1994       | En service.  |                                      |